# Elvis Presley
Elvis Aaron Presley, född 8 januari 1935 i Tupelo i Mississippi, död 16 augusti 1977 i Memphis i Tennessee, var en amerikansk rocksångare, musiker och skådespelare. Presley är en av 1900-talets mest framträdande underhållare och kallas ofta The King. Elvis Presleys skivor har sålts i över 1 miljard exemplar världen över. Detta gör honom till den artist som sålt mest genom tiderna.
Elvis Presley valdes in vid Rock and Roll Hall of Fame under det första intagningsåret, 1986. Då musiktidskriften Rolling Stone skulle ranka de 100 bästa artisterna genom tiderna, kom han på tredje plats efter The Beatles och Bob Dylan. Q Magazine har rankat Presley som den bästa sångaren genom tiderna.
Bland Presleys mest kända sånger märks "All Shook Up", "That's All Right", "Hound Dog", "Heartbreak Hotel", "Jailhouse Rock", "Love Me Tender", "In the Ghetto", "Don't Be Cruel", "Can't Help Falling In Love", "It's Now Or Never", "Blue Suede Shoes", "(You're the) Devil in Disguise", "(Let Me Be Your) Teddy Bear", "Always On My Mind", "Suspicious Minds" och "Burning Love". 
I november 1956 filmdebuterade Elvis Presley i Duell i Texas. Han kom att medverka i ytterligare trettio spelfilmer fram till 1969.

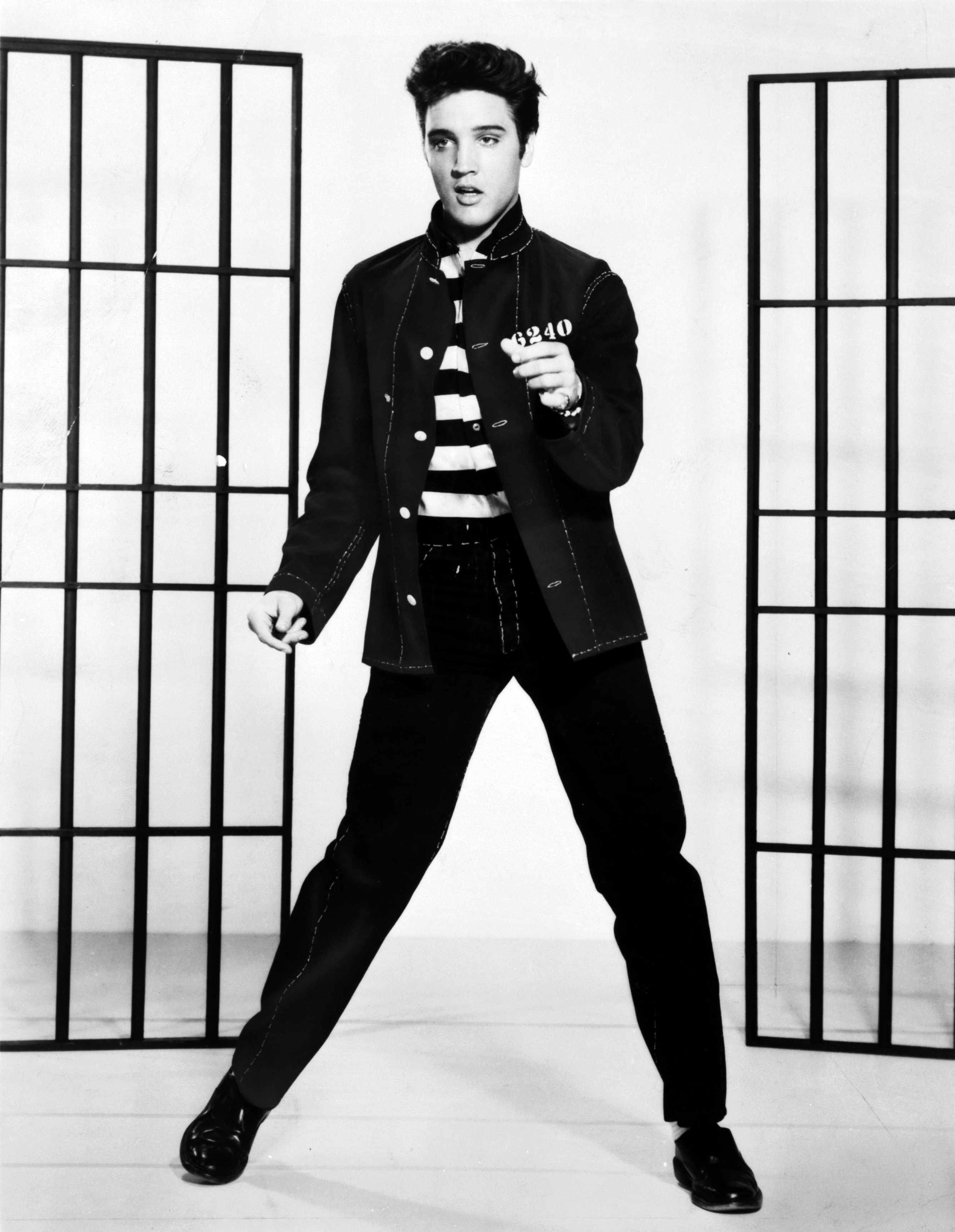
Presley under inspelningen av filmen Jailhouse Rock, 1957.

## Biografi

### Uppväxt

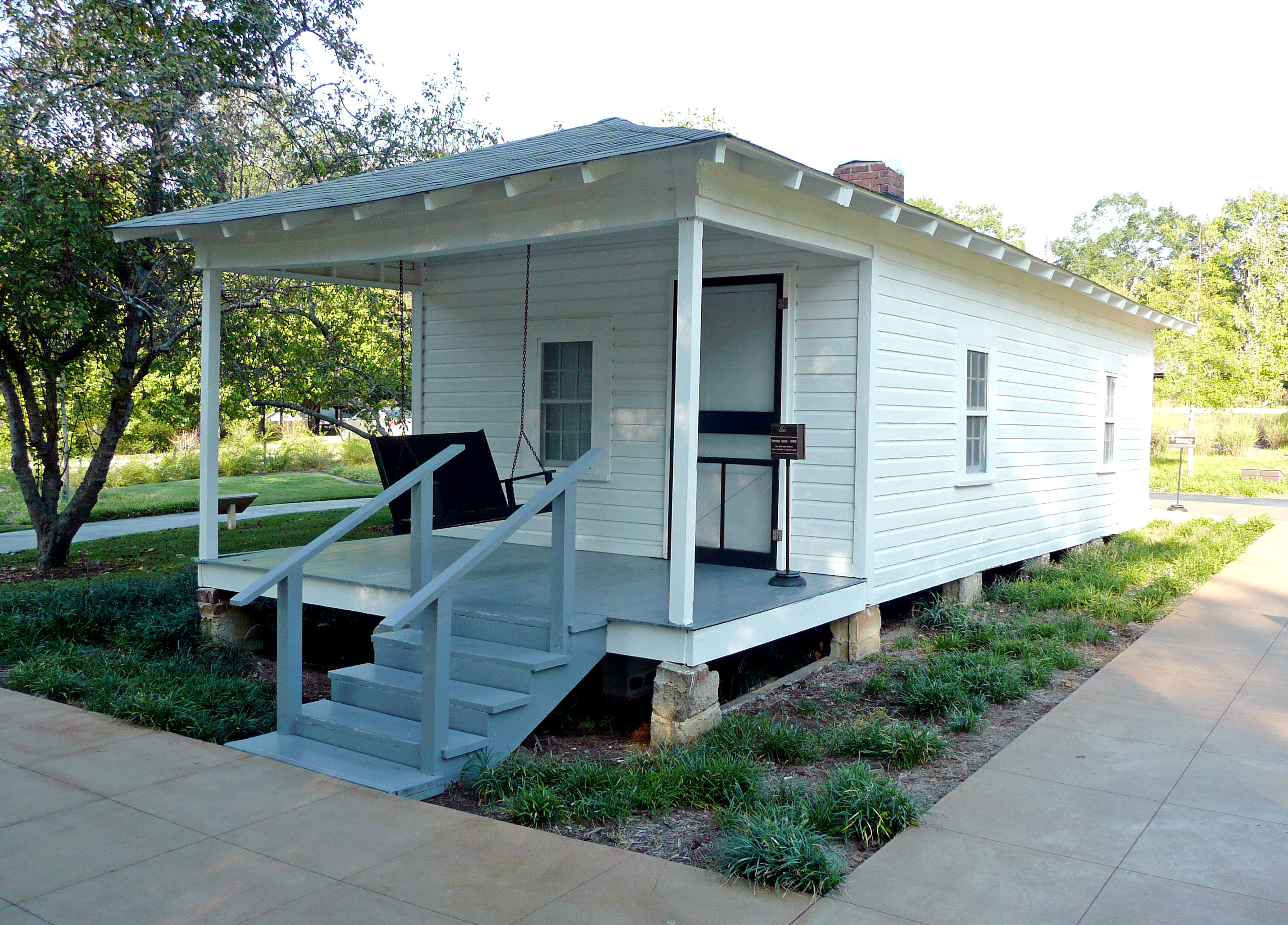
Presleys födelseplats i Tupelo, Mississippi

Elvis Aaron Presley föddes den 8 januari 1935 i Tupelo, Mississippi. Hans föräldrar var Vernon Elvis Presley (10 april 1916–26 juni 1979) och Gladys Love Presley (född Smith; 25 april 1912–14 augusti 1958). Elvis var enda barnet; hans tvillingbror, Jesse Garon Presley, var död vid födseln. Gladys visste att det skulle bli tvillingar och hon hade bestämt namnen långt innan det var dags att föda: Elvis Aaron och Jesse Garon. När Elvis fyllde 11 år önskade han sig antingen en cykel eller ett gevär. Han fick en gitarr och under det följande året fick han gitarrlektioner av sin farbror Vester. Elvis och hans föräldrar bodde fram till 1948 i Tupelo, då de flyttade till Memphis. Familjen Presley var mycket religiös. Elvis sjöng ofta i gospelkör och prästen berömde honom ofta och sa att han hade talang och någon gång skulle få sjunga solo i kyrkan.

### Karriär
När Elvis var runt 18 år arbetade han som lastbilschaufför och studerade samtidigt till elektriker. Han åkte ofta förbi Memphis Recording Service som även var plats för Sun Records och fick en dag syn på en skylt där det stod "Inspelning av skiva $4". Efter att ha samlat mod en tid, tog han steget och klev in med sina 4 dollar. Marion Keisker som var sekreterare tog emot honom och frågade honom vem han lät som och Presley lär ha svarat "I don't sound like anybody else" vilket betyder "Jag låter inte som någon annan". Detta var 1953 och skivan innehöll två låtar, My Happiness och That's When Your Heartaches Begin. Låtarna uppgavs ha varit en födelsedagspresent till hans mamma. Troligtvis var det snarare ett medvetet försök att göra sin röst hörd.
År 1954 återvände han till Sun Studios för att spela in en skiva till. Efter detta tipsade Marion Keisker ägaren Sam Phillips att lyssna på Presley. Han gillade också vad han hörde och satte ihop Presley med Scotty Moore (gitarr) och Bill Black (bas). Den 19 juli 1954 släpptes singeln That's All Right / Blue Moon of Kentucky. De tre blev allt mer populära i sydstaterna, och fick i oktober 1954 vara med i radioprogrammet Louisiana Hayride. I samband med sändningen träffade Presley "överste" Tom Parker, som senare blev hans manager. År 1955 värvades D. J. Fontana. Den 21 november 1955 lämnade Elvis Sun Records för RCA Victor. RCA betalade 35 000 dollar för övergången, den högsta summan dittills för en popartist. I januari 1956 gjordes de första inspelningarna för RCA, bland annat Heartbreak Hotel, som också gick upp som nummer ett på Billboard. Den 28 januari gjordes det första TV-framträdandet, på CBS Stage Show, där Presley framförde "Shake, Rattle & Roll"/"Flip, Flop and Fly" och "I Got A Woman". 

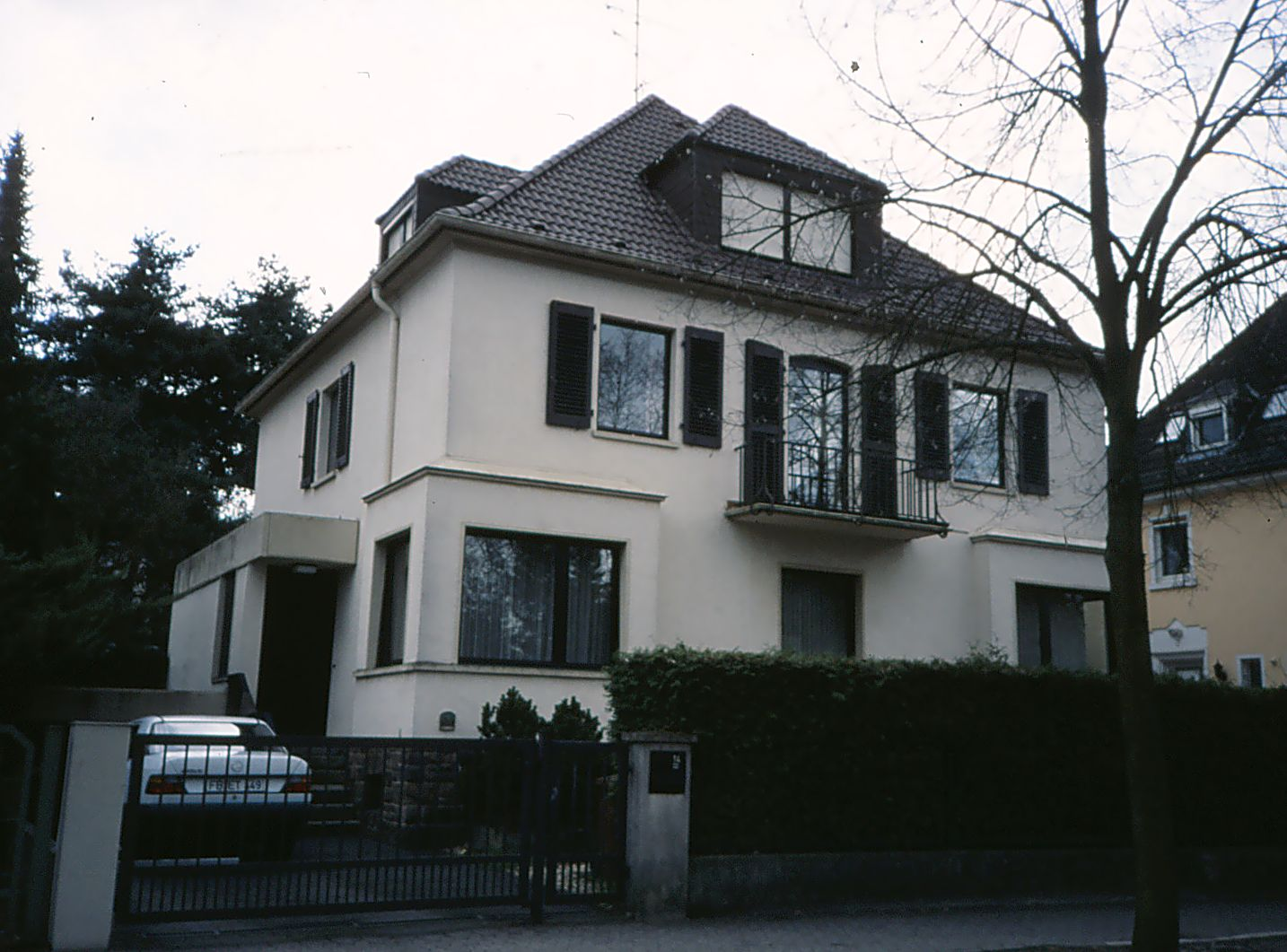
Elvis Presleys bostad i Bad Nauheim i Tyskland

År 1958 blev Presley inkallad för militärtjänstgöring i USA:s armé,
som han till större delen tillbringade i den västtyska staden Bad Nauheim. Under 1958 blev även Gladys Presley intagen på sjukhus på grund av akut hepatit. Elvis fick då tillfällig permission från tjänstgöringen. Hon dog några dagar senare av en hjärtattack. Mellan juni 1958 och mars 1960 spelade han inte in några nya låtar. Presley hade dock spelat in material innan han inställde sig i det militära och detta släpptes efterhand, vilket gav honom tio topp-40-hittar under bortovaron med bland annat Billboard-listettorna "Hard Headed Woman" och "A Big Hunk o' Love". Dessutom släppte RCA Records under tiden två album med mestadels outgivet material från hans tid på Sun Records: For LP Fans Only och A Date with Elvis. När han återvände från armén i mars 1960 fortsatte han som skådespelare i filmer, till exempel G.I. Blues, Blue Hawaii, Viva Las Vegas, Kissin' Cousins, och Paradise, Hawaiian Style. Presley fortsatte att göra filmer ända fram till 1969, då han "äntligen" blev fri från filmkontrakten. Den sista spelfilmen blev Change of Habit.
Elvis Presley ville stå framför en publik igen. I december 1968 sändes vad som senare kom att kallas "68 Comeback Special". TV-showen blev ett bevis på att Elvis Presley, "The King", var tillbaka och banade vägen för hans återkomst till scenen 1969. Denna TV-show är, ur ett svenskt perspektiv, extra intressant eftersom han genomförde den med en svensktillverkad Hagström Viking II kring halsen. En lång rad turnéer och konserter avlöste varandra.

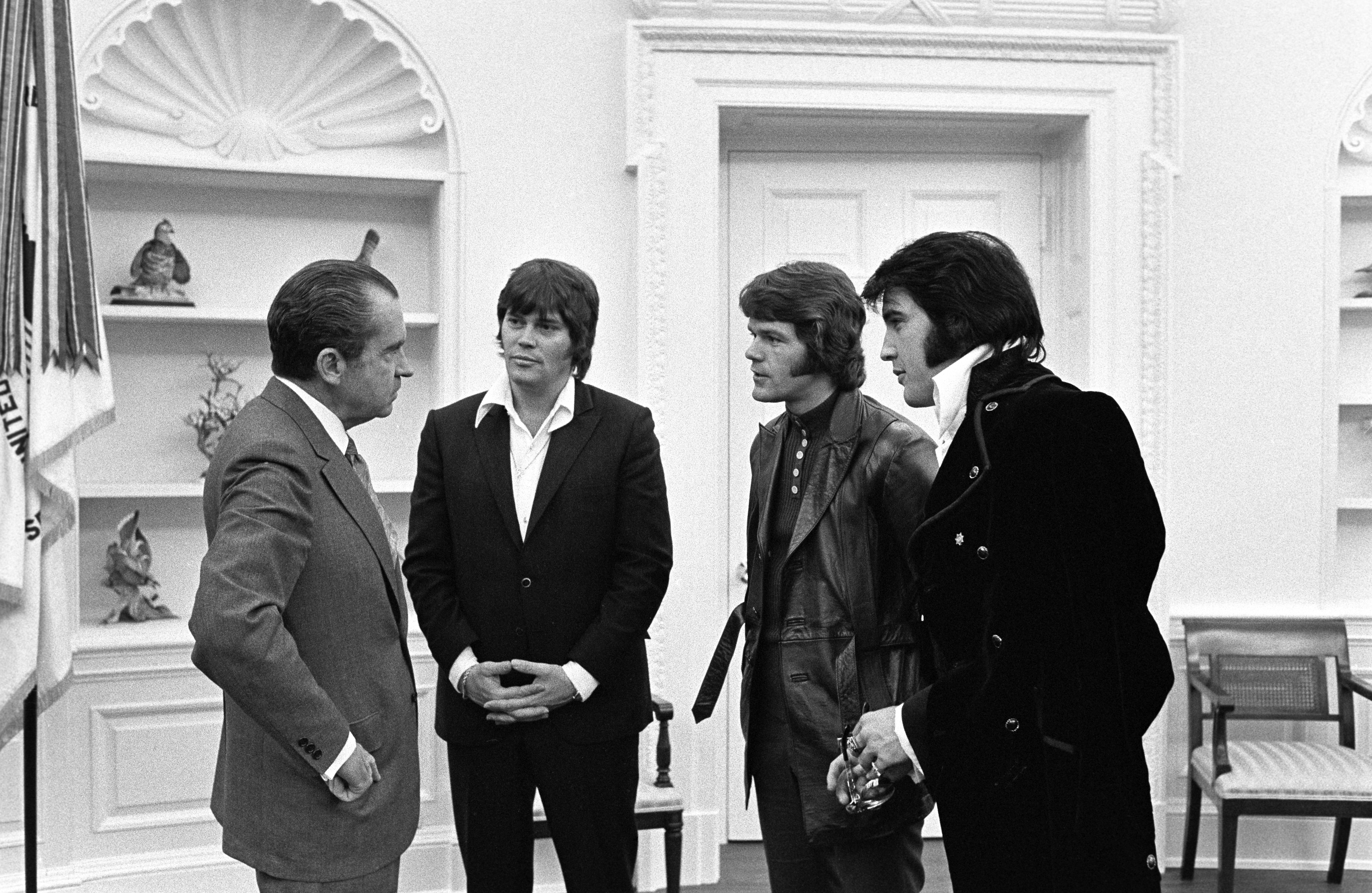
Ett möte mellan Richard Nixon och Elvis Presley tillsammans med Presleys agent Jerry Schilling och livvakt Sonny West.

Mellan 1969 och 1977 gav Presley mer än 1 100 konserter. Han betraktades fortfarande som en av de ledande musikerna i världen och blev nu också känd för sina spektakulära scenkläder, ofta oklanderligt vita overaller utsmyckade med glittrande mönster. Den mest uppmärksammade konserten från den här perioden var "Aloha from Hawaii" från 14 januari 1973. Det var en konsert som Elvis gjorde utan ersättning till förmån för Kui Lees Cancerfond. Målet var att samla in 30 000 amerikanska dollar; resultatet blev det tredubbla. (Kui Lee var en hawaiiansk låtskrivare, som dog 1966. 

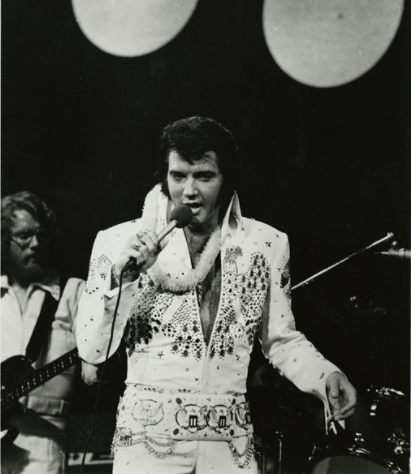
Elvis Presley uppträder 1973.

Han skrev bland annat Elvis favoritsång "I'll Remember You"). "Aloha from Hawaii" sågs av ca 1,5 miljarder människor världen över, vilket gör showen till den mest sedda TV-showen någonsin.[källa behövs]

### Privatliv
Presley var gift med Priscilla Presley (1 maj 1967–3 oktober 1973) och tillsammans fick de dottern Lisa Marie Presley (född 1 februari 1968), på dagen nio månader efter bröllopet. En av hans bästa och äldsta vänner sedan 1964 och även personlig frisör var Laurence "Larry" Geller.
År 2011 stämdes Elvis Presley Enterprises Inc. på 880 miljoner kronor (ca 130 miljoner dollar) av Lisa Johansen som påstår sig vara den riktiga biologiska dottern till Elvis Presley. Johansen krävde skadestånd för ärekränkning och ett uteblivet erkännande från Presleyfamiljen. Enligt en artikel i Aftonbladet har DNA-tester gjorts på ett laboratorium i London. Den 9 april 2014 läckte testresultaten ut till allmänheten efter att Trusted Labs blivit utsatt för ett dataintrång.

### Död

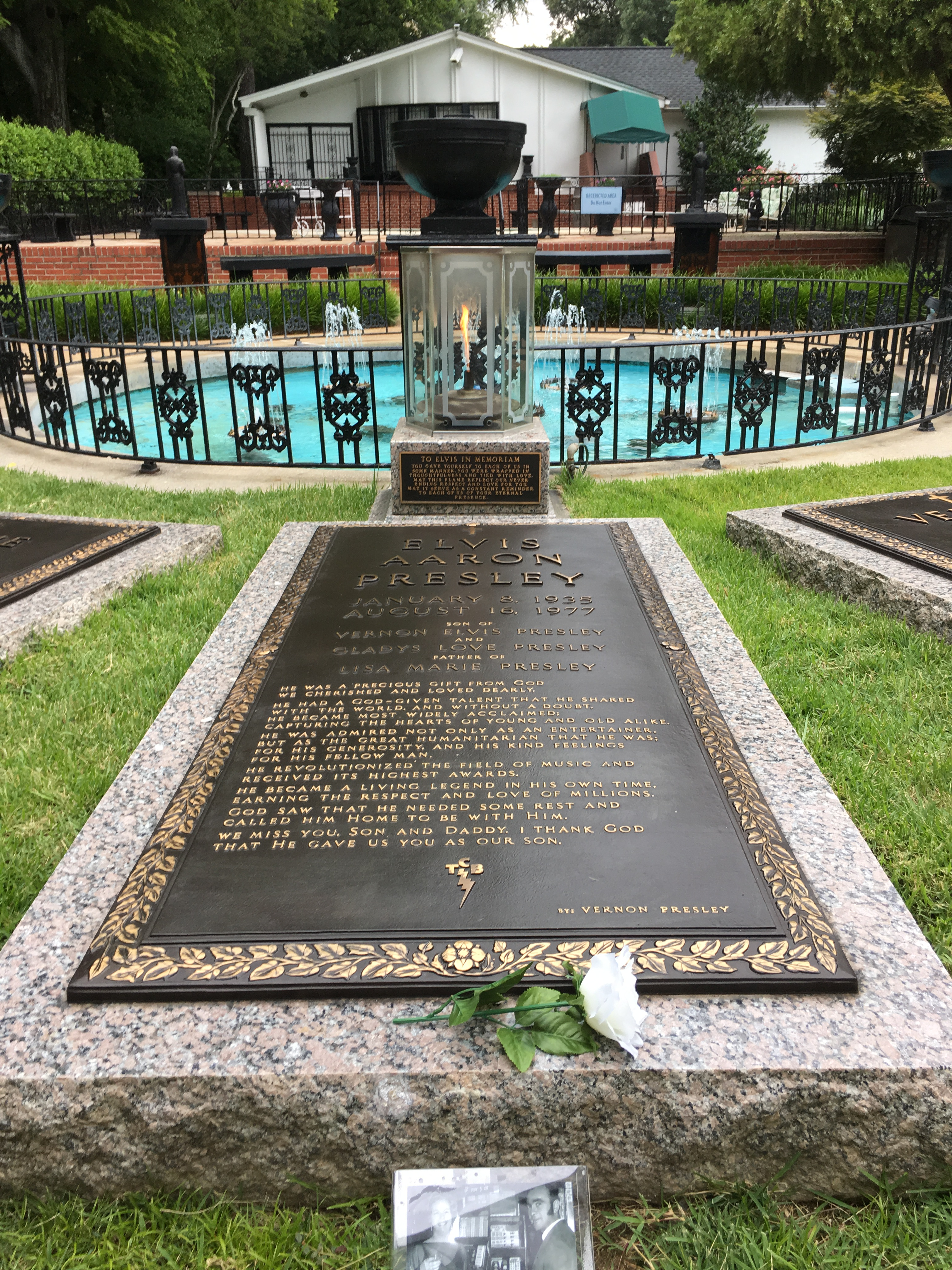
Presleys gravsten i Graceland.

Fram till sin död uppträdde Presley på otaliga platser runt om i USA. Han hade en turnéstart inbokad den 17 augusti 1977, men hittades livlös på badrumsgolvet i Graceland dagen före turnéstarten av sin dåvarande flickvän Ginger Alden. Återupplivningsförsöken på Presley misslyckades och han förklarades död den 16 augusti 1977 klockan 15.30 på sjukhuset Baptist Memorial. Efter obduktionen av Presleys kropp offentliggjorde man hjärtfel som dödsorsak. Det står dock klart att det var ett långvarigt och intensivt missbruk av främst receptbelagda tabletter som bröt ner honom. Obduktionsrapporten kommer på begäran av Vernon Presley att offentliggöras först år 2027, 50 år efter Elvis död. Anledningen till detta tros vara att skydda Presleys rykte. Presleys enda barn, dottern Lisa Marie Presley bodde på Graceland natten då Presley dog. Han och ex-hustrun Priscilla hade gemensam vårdnad. Ett av Presleys två privata jetplan (båda finns att beskåda på Graceland) är döpt efter dottern Lisa Marie. Presleys kista lades först i ett mausoleum men begravdes senare i Graceland där han än idag är begravd.
Efter Presleys död har det uppstått rykten om att dödsfallet skulle vara iscensatt och personer har uppgivit att de sett honom runt om i världen.

## Elvis Presley i populärkultur
Många artister har gjort covers på Elvis-låtar, exempelvis "Jailhouse Rock" med ZZ Top, "Suspicious Minds" med Fine Young Cannibals, "Viva Las Vegas" med ZZ Top och "Always on My Mind" med Pet Shop Boys. Carola Häggkvist har gjort en cover på "In The Ghetto".
Alannah Myles låt "Black Velvet" är en känd hyllning till Presley. Övriga hyllningslåtar värda att nämna är Robbie Williams "Advertising Space", "Calling Elvis" med Dire Straits, "King's Call" med Phil Lynott och "Walking in Memphis" av Marc Cohn (även berömd covertolkning av Cher).
Det har gjorts flera filmer om Elvis Presleys liv. John Carpenter regisserade filmen Elvis 1979, där Kurt Russell spelar Elvis. År 2005 gjordes filmen Elvis: The Early Years som handlar om början av hans karriär (från tiden som lastbilschaufför fram till The 68 Comeback Special). Där spelas han av Jonathan Rhys Meyers. Det har även gjorts många filmer om andra artister där Elvis dyker upp mest i förbigående, exempelvis Walk the Line om Johnny Cash och Great Balls of Fire! om Jerry Lee Lewis. I juni 2022 släpptes filmen Elvis med Austin Butler i rollen som Elvis, och Tom Hanks i rollen som Elvis manager Colonel Tom Parker.
Det har även skrivits många böcker om hans liv.
Asteroiden 17059 Elvis är uppkallad efter honom.

## Diskografi

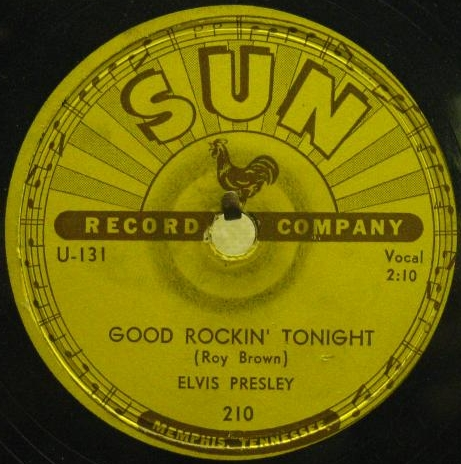
"Good Rockin' Tonight" från 1954.

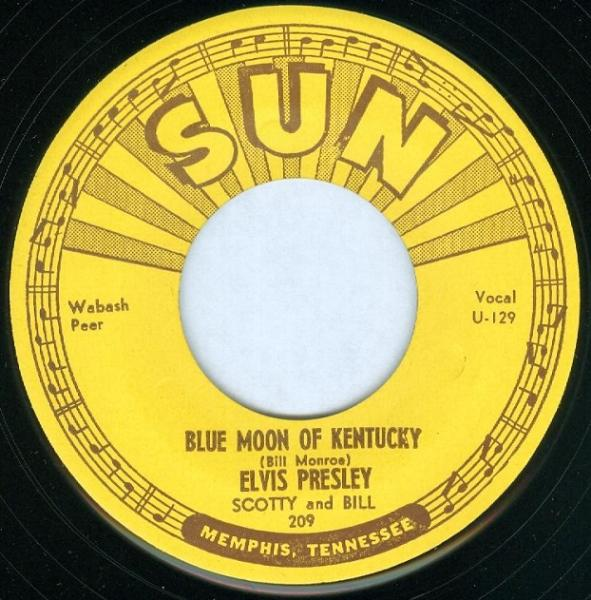
"Blue Moon of Kentucky" med Elvis Presley, Scotty and Bill, Sun Records 1954.

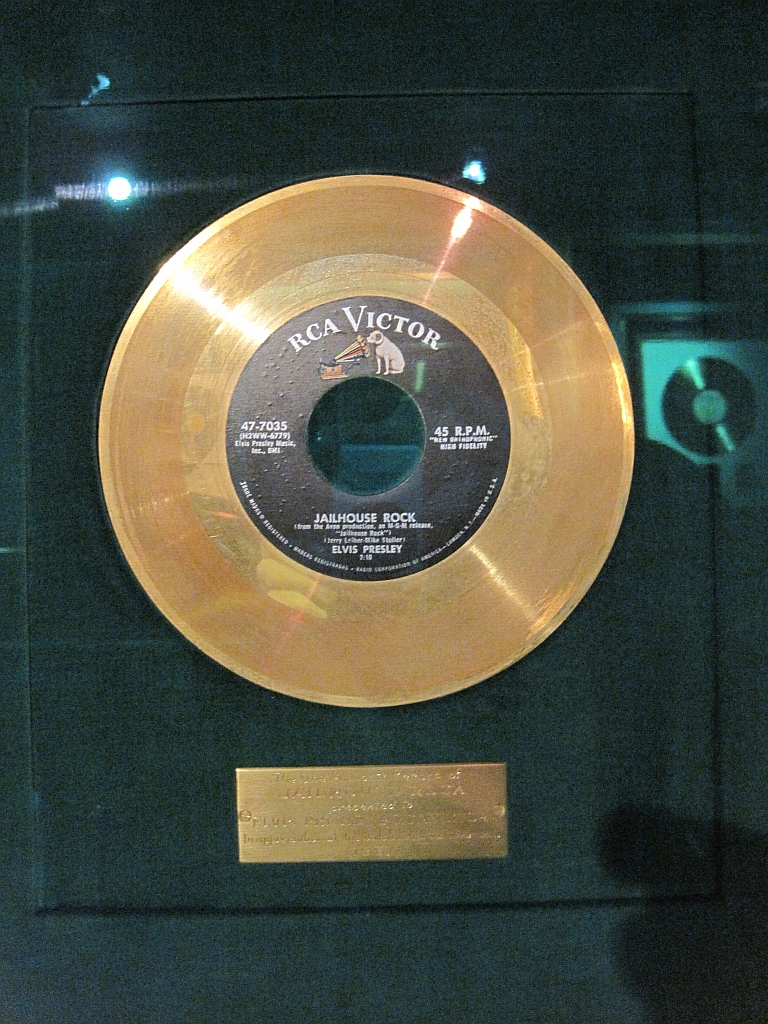
Guldskiva för "Jailhouse Rock".

Elvis Presley har sålt över en miljard skivor världen över. Detta är han och The Beatles ensamma om i musikhistorien. Han har haft flest ettor på Storbritanniens singellista: 21. På USA:s singellista har han haft 17 ettor, näst flest av alla soloartister (Mariah Carey har 18 singelettor). Enligt webbsajten Discogs finns det över 2000 olika album; singlar, LP-album och samlingsskivor, med Elvis. De flesta av dessa är utgivna efter artistens död.
Album
- 1956 – Elvis Presley
- 1956 – Elvis
- 1957 – Loving You
- 1957 – Elvis' Christmas Album
- 1958 – Elvis' Golden Records
- 1958 – King Creole
- 1959 – For LP Fans Only
- 1959 – A Date with Elvis
- 1959 – Elvis' Gold Records, Vol. 2: 50,000,000 Elvis Fans Can't Be Wrong
- 1960 – Elvis Is Back!
- 1960 – G.I. Blues
- 1960 – His Hand in Mine
- 1961 – Something for Everybody
- 1961 – Blue Hawaii
- 1962 – Pot Luck with Elvis
- 1962 – Girls! Girls! Girls!
- 1963 – It Happened at the World's Fair
- 1963 – Elvis' Golden Records Volume 3
- 1963 – Fun in Acapulco
- 1964 – Kissin' Cousins
- 1964 – Roustabout
- 1965 – Girl Happy
- 1965 – Elvis for Everyone!
- 1965 – Harum Scarum
- 1966 – Frankie and Johnny
- 1966 – Paradise, Hawaiian Style
- 1966 – Spinout
- 1967 – How Great Thou Art
- 1967 – Double Trouble
- 1967 – Clambake
- 1968 – Elvis' Gold Records Volume 4
- 1968 – Speedway
- 1968 – NBC TV-Special
- 1969 – Elvis Sings Flaming Star
- 1969 – From Elvis in Memphis
- 1969 – From Memphis to Vegas/From Vegas to Memphis
- 1970 – Let's Be Friends
- 1970 – On Stage – February 1970
- 1970 – Worldwide 50 Gold Award Hits Vol. 1
- 1970 – Elvis in Person at the International Hotel
- 1970 – Back in Memphis
- 1970 – Almost in Love
- 1970 – That's the Way It Is
- 1971 – Elvis Country (I'm 10,000 Years Old)
- 1971 – You'll Never Walk Alone
- 1971 – Love Letters from Elvis
- 1971 – C'mon Everybody
- 1971 – The Other Sides – Elvis Worldwide Gold Award Hits Vol. 2
- 1971 – I Got Lucky
- 1971 – Elvis Sings The Wonderful World of Christmas
- 1972 – Elvis Now
- 1972 – He Touched Me
- 1972 – Elvis as Recorded at Madison Square Garden
- 1973 – Aloha from Hawaii: Via Satellite
- 1973 – Elvis (The Fool Album)
- 1973 – Raised on Rock/For Ol' Times Sake
- 1974 – Elvis: A Legendary Performer Volume 1
- 1974 – Good Times
- 1974 – Elvis Recorded Live on Stage in Memphis
- 1975 – Promised Land
- 1975 – Today
- 1976 – Elvis: A Legendary Performer Volume 2
- 1976 – The Sun Sessions
- 1976 – From Elvis Presley Boulevard, Memphis, Tennessee
- 1977 – Welcome to My World
- 1977 – Moody Blue
- 1977 – Elvis in Concert
- 1977 – Interviews and Memories of: The Sun Years
- 1978 – A Canadian Tribute
- 1978 – Elvis Sings for Children and Grownups Too!
- 1978 – A Legendary Performer – Vol.3
- 1978 – Mahalo from Elvis
- 1980 – Elvis Aron Presley (Silverboxen)
- 1981 – Guitar Man
- 1981 – This is Elvis
- 1982 – The Elvis Medley
- 1983 – A Legendary Performer – Vol.4
- 1984 – Elvis' Gold Records Volume 5
- 1984 – The Legend
- 1984 – A Golden celebration  (Guldboxen)
- 1987 – Essential Elvis – Vol.1
- 1987 – The Memphis Record
- 1988 – The Alternate Aloha
- 1989 – Stereo '57 – Essential Elvis Vol.2
- 1990 – The Great Performances
- 1990 – Hits Like Never Before – Essential Elvis Vol.3
- 1990 – For the Asking (The Lost Album)
- 1990 – Danske Single Hits
- 1991 – Collectors Gold
- 1992 – The King of Rock 'n' Roll: The Complete 50's Masters (5xCD Box)
- 1993 – From Nashville to Memphis: The Essential '60s Masters (5xCD Box)
- 1994 – Svenska Hits
- 1995 – Walk a Mile in My Shoes – The Essential 70's Masters (5xCD Box)
- 1995 – Command Performance – The Essential 60's Masters II
- 1996 – Great Country Songs
- 1996 – A Hundred Years from Now – Essential Elvis Vol.4
- 1996 – Elvis 56
- 1997 – An Afternoon in the Garden
- 1997 – Platinum – A Life in Music (4xCD Box)
- 1998 – The Concert – 1999 World Tour
- 1998 – Rhythm & Country – Essential Elvis Vol.5
- 1998 – Tiger Man
- 1998 – Memories '68 Comeback Special
- 1999 – Artist of the Century
- 1999 – Burning Love
- 1999 – Suspicious Minds (The Memphis 1969 Anthology)
- 1999 – Tomorrow Is A Long Time
- 1999 – The Home Recordings
- 2000 – Such A Night – Essential Elvis Vol. 6
- 2000 – That's the Way It Is – Special Edition
- 2000 – Peace in The Valley – The Complete Gospel Recordings
- 2000 – Swedish Hit Collection
- 2001 – Live in Las Vegas (4xCD Box)
- 2002 – Today, Tomorrow & Forever (4xCD Box)
- 2002 – Elvis: 30 #1 Hits
- 2003 – Close Up (4xCD Box)
- 2003 – 2nd to None
- 2005 – Elvis by the Presleys
- 2007 – Viva Las Vegas (2007)
- 2008 – The Complete '68 Comeback Special
- 2009 – I Believe – The Gospel Masters
- 2009 – Elvis 75: Good Rockin' Tonight
- 2010 – The Complete Elvis Presley Masters
- 2012 – I Am an Elvis Fan
- 2012 – Prince from Another Planet
- 2013 – Elvis At Stax: Deluxe Edition
- 2014 – Elvis Recorded Live in Memphis – Legacy Edition

## Filmografi

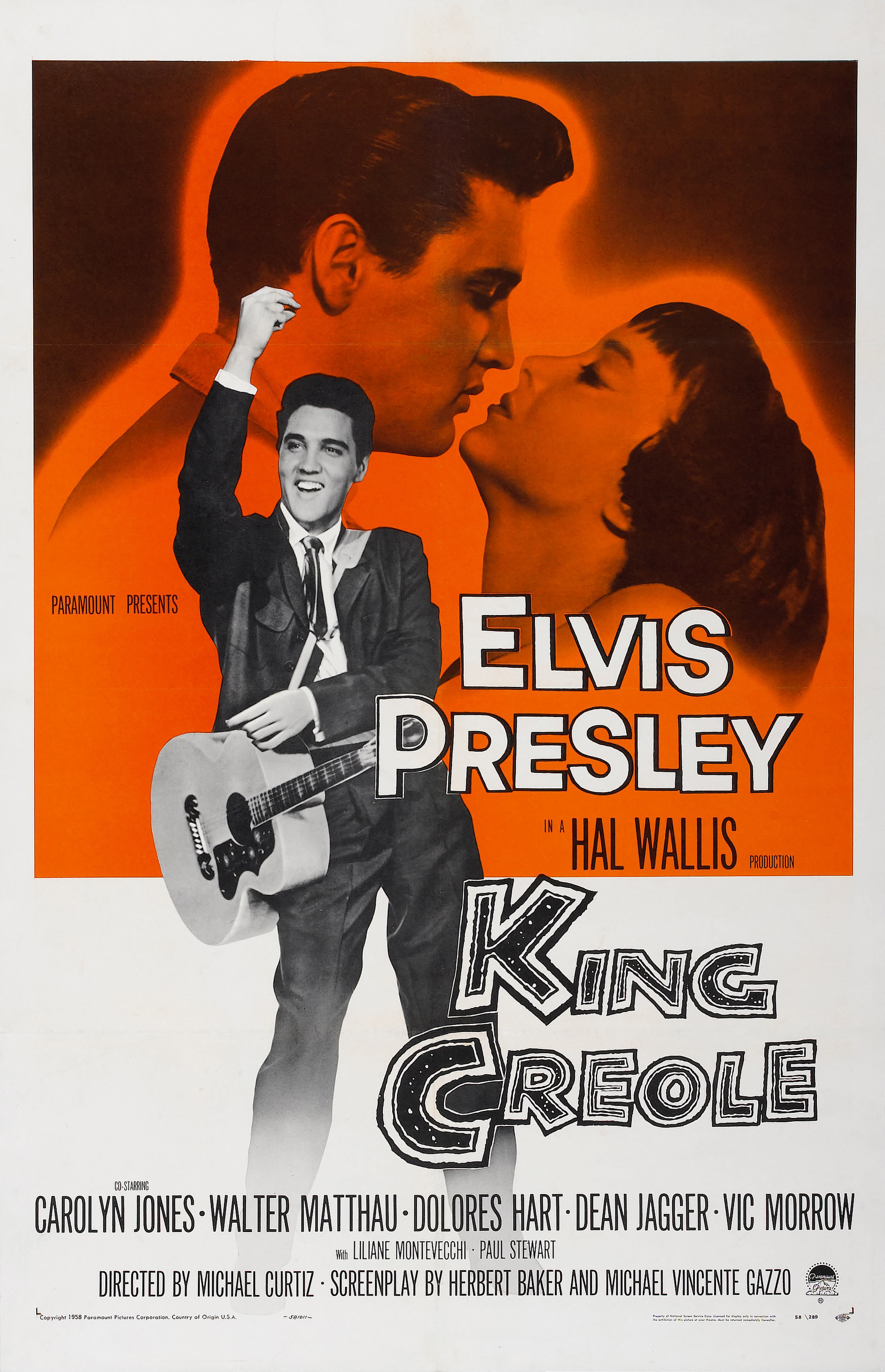
Affisch till filmen King Creole 1958.

- 1956 – Love Me Tender
- 1957 – Loving You
- 1957 – Jailhouse Rock
- 1958 – King Creole
- 1960 – G.I. Blues
- 1960 – Flaming Star
- 1961 – Wild in the Country
- 1961 – Blue Hawaii
- 1962 – Follow That Dream
- 1962 – Kid Galahad
- 1962 – Girls! Girls! Girls!
- 1963 – It Happened at the World's Fair
- 1963 – Fun in Acapulco
- 1964 – Kissin' Cousins
- 1964 – Viva Las Vegas
- 1964 – Roustabout
- 1965 – Girl Happy
- 1965 – Tickle Me
- 1965 – Harum Scarum
- 1966 – Frankie and Johnny
- 1966 – Paradise, Hawaiian Style
- 1966 – Spinout
- 1967 – Easy Come, Easy Go
- 1967 – Double Trouble
- 1967 – Clambake
- 1968 – Stay Away, Joe
- 1968 – Speedway
- 1968 – Live a Little, Love a Little
- 1969 – Charro!
- 1969 – The Trouble with Girls
- 1969 – Change of Habit
- 1970 – Elvis – That's the Way It Is (dokumentär)
- 1972 – Elvis on Tour (dokumentär)
- 1977 – Elvis CBS Special (dokumentär)
- 1981 – This Is Elvis (dokumentär)